# Yverdon-Sport FC
Az Yverdon-Sport egy svájci labdarúgócsapat, amelynek székhelye Yverdon-les-Bains-ben található. A klubot 1897-ben alapították. 2023 óta az első osztályban szerepelnek.

## Sikerek
Swiss Challenge League
- Győztes (2): 2004–05, 2022–23

Svájci Kupa
- Döntős (1): 2000–01

## Játékoskeret
2022. szeptember 6. szerint.
| #  |     | Poszt | Név                                            |
| -- | --- | ----- | ---------------------------------------------- |
| 1  | SUI | K     | Tim Spycher (kölcsönben a Basel csapatától)    |
| 2  | SUI | V     | Sandro Theler (kölcsönben a Sion csapatától)   |
| 3  | SUI | V     | Aris Sörensen                                  |
| 4  | BIH | V     | Sead Hajrović                                  |
| 6  | FRA | V     | William Le Pogam                               |
| 7  | GNB | KP    | Mauro Rodrigues (kölcsönben a Sion csapatától) |
| 8  | FRA | KP    | Hugo Fargues                                   |
| 9  | ITA | KP    | Saliou Thioune                                 |
| 10 | SUI | KP    | Ali Kabacalman                                 |
| 11 | POR | KP    | Marculino Ninte                                |
| 16 | SUI | V     | Nicolas Gétaz                                  |
| 17 | SUI | CS    | Haris Samardzic                                |
| 18 | SUI | KP    | Néhemie Lusuena                                |
| 19 | SUI | CS    | Jessé Hautier                                  |

| #  |     | Poszt | Név                                          |
| -- | --- | ----- | -------------------------------------------- |
| 20 | CIV | CS    | Koro Koné                                    |
| 21 | SUI | KP    | Alan Rodriguez                               |
| 22 | SUI | K     | Kevin Martin                                 |
| 23 | SUI | V     | Miguel Rodrigues                             |
| 24 | CMR | KP    | Christian Zock                               |
| 25 | CMR | CS    | Steve Leo Beleck                             |
| 26 | BRA | KP    | Silva                                        |
| 27 | SUI | CS    | Johan Kury                                   |
| 29 | SUI | CS    | Théo Berdayes (kölcsönben a Sion csapatától) |
| 32 | SUI | V     | Anthony Sauthier                             |
| 68 | FRA | CS    | Brian Beyer                                  |
| 71 | COD | KP    | Breston Malula                               |
| 91 | SUI | KP    | Lirik Vishi                                  |
| 99 | SUI | K     | Mirco Mazzeo                                 |

## Ismertebb játékosok
| - Francisco Aguirre - Mbala Mbuta - Arnaud Bühler - Manuel Bühler - Alexandre Comisetti - Victor Diogo - Eudis - Leandro Fonseca - Mario Gavranović - Ludovic Magnin | - Mamoudou Mara - Sacha Margairaz - Xavier Margairaz - Nicolas Marazzi - Blaise Nkufo - Alex Nyarko - Marko Pantelić - Alain Rochat - Sébastien Roth - Djibril Cissé |